# (17559) 1994 AR1
(17559) 1994 AR1 là một tiểu hành tinh vành đai chính. Nó được phát hiện bởi Atsushi Sugie ở Dynic Astronomical Observatory Nhật Bản, ngày 8 tháng 1 năm 1994.